# Zoločiv (oblast' di Leopoli)
Zoločiv (in ucraino Золочів?, in russo Золочев?, in polacco Złoczów) è una città dell'Ucraina (23 912 abitanti) situata nel distretto di Zoločiv, nell'oblast' di Leopoli. Ospita l'amministrazione del distretto di Zoločiv e della comunità territoriale di  Zoločiv , una delle comunità territoriali dell'Ucraina.

## Storia

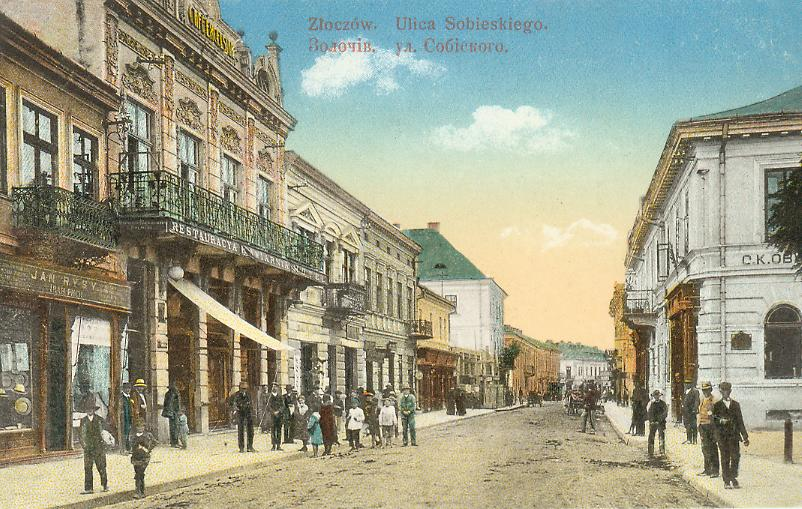
Zoločiv, 1916

L'anno della fondazione e l'origine del nome è perduto nei secoli. Nei tempi dell'antica Plisnesk (15 km da Zoločiv) al posto di Zoločiv esisteva la leggendaria Radeche, la quale fu distrutta successivamente da raid ostili agli inizi del XIII secolo. Gli abitanti che sono sopravvissuti si nascosero nelle paludi circostanti. Lì una volta costruita un caposaldo, si spostarono avanti e costruirono la strada di querce. Inizia così l'attuale Zoločiv. All'inizio del XX secolo, nella città furono costruite condutture dell'acqua e, quindi, furono scoperti quei vecchi “sentieri”, conservati in una torbiera.
La prima menzione scritta della città si trova in documenti d'archivio recente nel 1423. Poi Zoločiv passò da Kerdeyiv (famiglia conosciuta in Galizia) a Jan Menžyka. Nell'anno 1427, al tempo della dominazione boiarda, Zoločiv è stata condotta attraverso controversie dalla famiglia Sčečoniv. Da allora rimase il cosiddetto cortile Zoločivskuj - la casa fu costruita di pietra, famosa come casa dei poveri del XVII secolo. Fu consegnata alla chiesa parrocchiale per la cura dei poveri.
Nei secoli XV-XVI Zoločiv visse una tradizionale vita urbana. Durante quel periodo storico la città si stava sviluppando bene, nonostante le numerose incursioni dei tatari. Zoločiv fu circondata da un terrapieno e un fossato, protetta da una fortezza sulla collina. Nel 1523 la città aveva ricevuto il Diritto di Magdeburgo. In una conveniente collocazione promuove lo sviluppo del commercio e dell'artigianato. La vera età dell'oro per Zoločiv fu dal XVII secolo fino all'inizio del XVIII secolo, durante il regno della famiglia Sobieski. Nella città costruirono un nuovo castello, nuovi monasteri e chiese. In particolare, a Zoločiv furono costruite due chiese ucraine, una chiesa cattolica, una chiesa armena, tre monasteri - due di rito latino e un monastero dei Padri Basiliani.
Zoločiv godeva di un'ottima posizione sulla rotta tra Leopoli e Ternopil', fu collegata alla ferrovia dal 1871. Sasiv, nota in tutta l'Austria-Ungheria per la clinica idroterapica dove si fermò l'imperatore Francesco Giuseppe I d'Austria, si trovava a soli 10 km da Zoločiv. Per questa residenza permanente la gente ricca arrivava da tutte le grandi città. Le case antiche ancora oggi fanno impressione per la loro bellezza e particolarità.

### Il Novecento
Al termine della guerra polacco-sovietica fu inclusa entro i confini della risorta Polonia.
Con l'invasione sovietica della Polonia del 1939 la città fu occupata per la prima volta dall'Armata Rossa. Poco dopo l'NKVD allestì un campo di prigionia polacco nel castello dove morirono diverse centinaia di detenuti. Durante l'operazione Barbarossa nel 1941, Zoločiv fu occupata dalla Wehrmacht. A luglio, il battaglione Nachtigall composto dai nazionalisti ucraini dell'OUN(B) di Stepan Bandera e la divisione SS Wiking massacrarono gli ebrei e i polacchi della città. Furono i generali tedeschi della 17ª Armata a porre temporaneamente fine ai massacri.

## Monumenti e luoghi d'interesse
- Castello di Zoločiv, fu costruito agli inizi del XVII secolo. Il progetto fu fatto da uno sconosciuto architetto italiano. Gli studi recenti hanno scoperto molte interessanti pagine di storia dimenticata del castello di Zoločiv, potente e allo stesso tempo perfetta fortezza. Le mura di pietra, i bastioni proteggono bene il cortile. Grande castello-palazzo residenziale aveva conservato la comunicazione interna, fognature (6 servizi igienici interni all'inizio del XVII secolo) ed era riscaldabile con stufe e caminetti.

La decorazione speciale del castello è il palazzo cinese, l'unico in Ucraina e uno dei tre in Europa, i modelli d'architettura orientale. Esso combina l'influenza della cultura orientale e le tradizioni locali.
Dalle attrazioni esotiche del castello sono da notare due pietre con iscrizioni criptate del XV secolo. Nel parco del castello attira attenzione la moderna cappella memoriale per le vittime del NKVD, uccisi nella prigione del castello nel giugno del 1941 (il castello di Zoločiv fra il 1872 e il 1954 era adibito a carcere).
- Chiesa dell'Assunzione, del 1730
- Chiesa di San Nicola
- Chiesa della Resurrezione
- Chiesa dell'Ascensione

## Galleria d'immagini

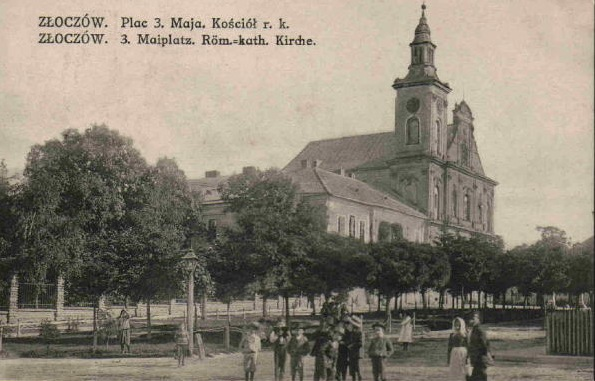
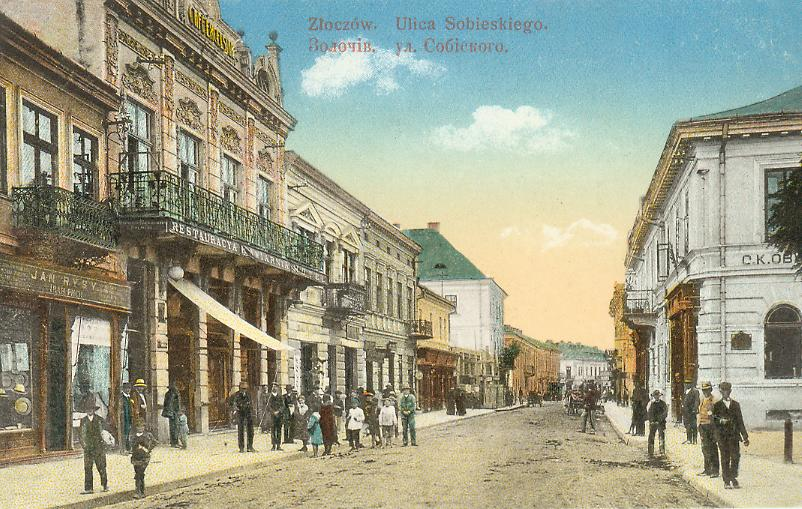
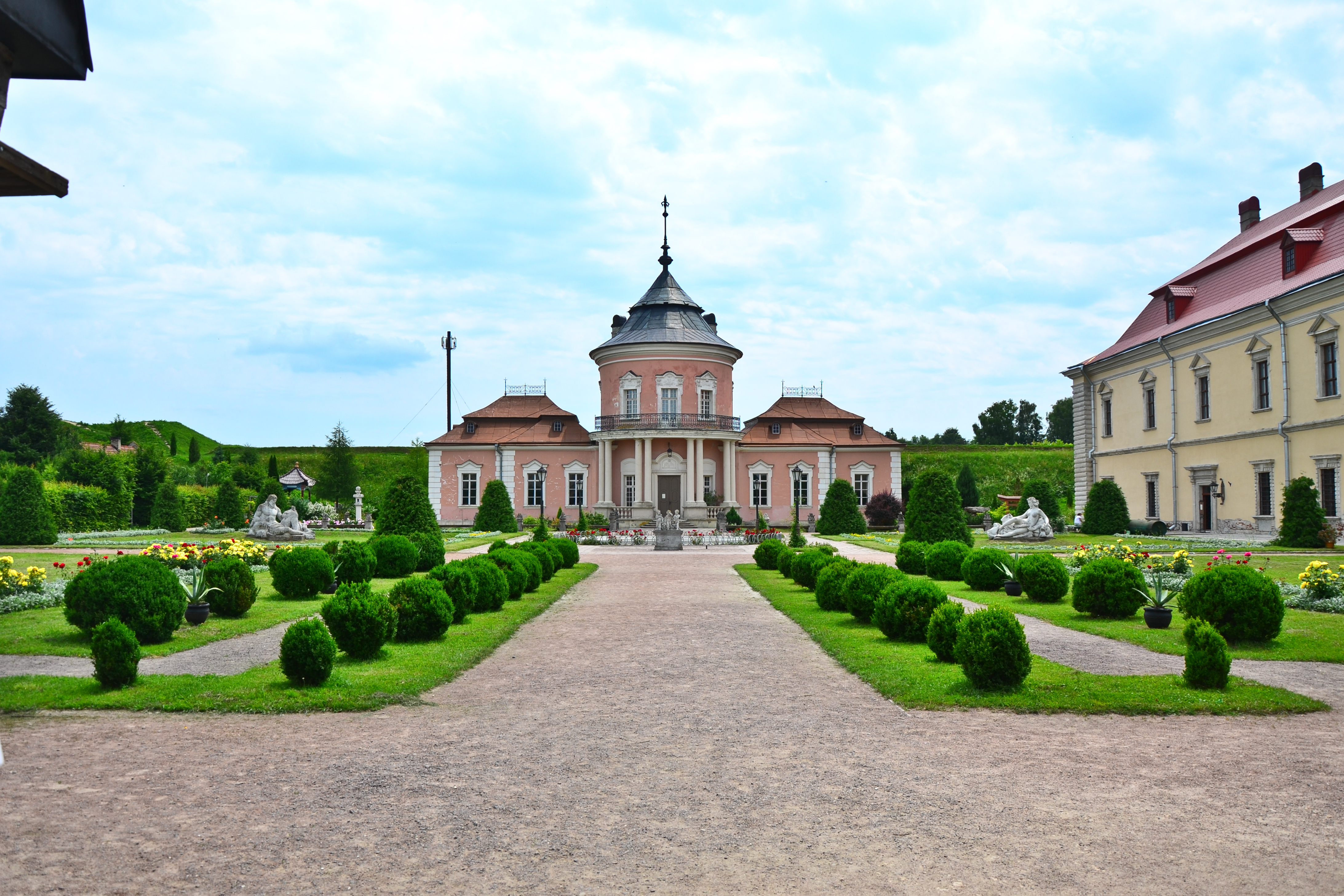
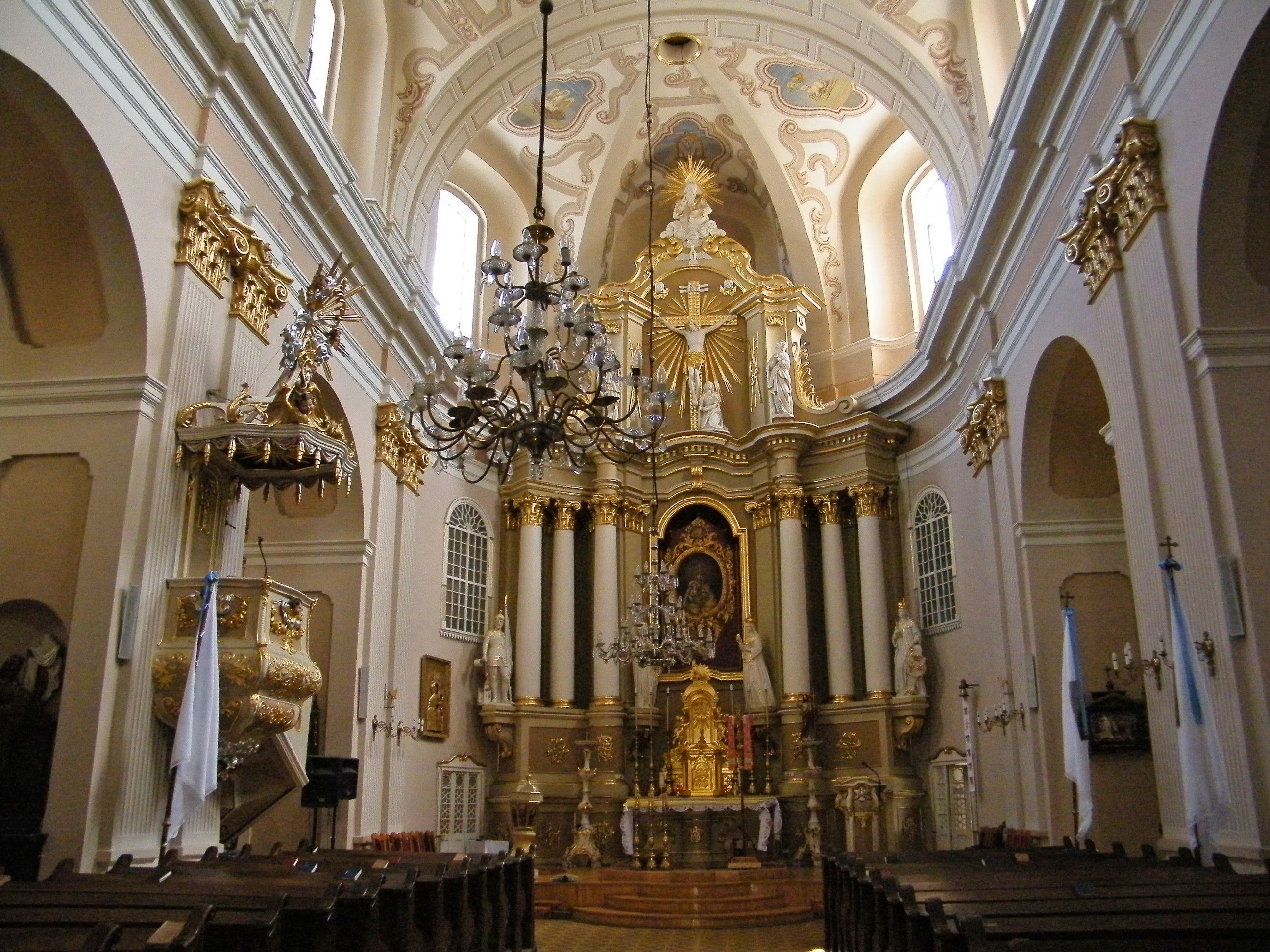
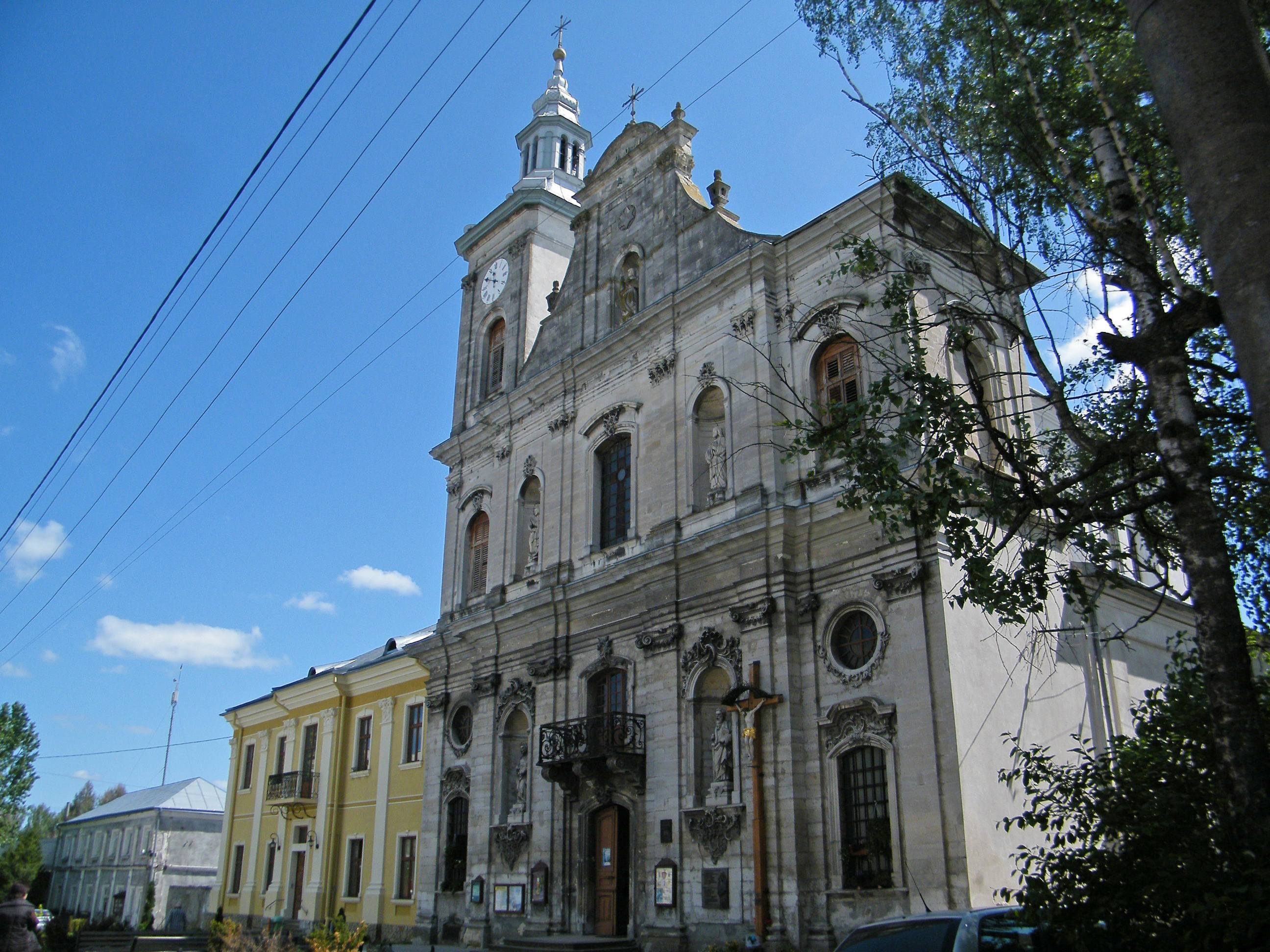